# Ladoffa rubronigra
Ladoffa rubronigra är en insektsart som beskrevs av Cavichioli et Bortolli-chiamolera 2001. Ladoffa rubronigra ingår i släktet Ladoffa och familjen dvärgstritar. Inga underarter finns listade i Catalogue of Life.